# Неписаный закон (фильм)
«Неписаный закон» (иер. трад. 法外情, кант.-рус.: Фат нгой чхин, англ. The Unwritten Law) — гонконгский кинофильм режиссёра Ын Сиюня с участием Энди Лау и Дини Ип. Впоследствии вышли два продолжения, также с участием Энди Лау — «Истина» (1988, реж. Тейлор Вон) и  «Истина: Последняя глава» (1989, реж. Майкл Мак).

## Сюжет
Лау Чипхан рос сиротой. Он с отличием окончил юридический факультет Лондонского университета, специализирующийся на уголовном праве. Теперь парень получил лицензию и возвращается в Гонконг, чтобы построить карьеру. Семья невесты Чипхана также связана с работой юриста. Между тем имеет место случай: пятидесятилетняя проститутка Лау Вайлань подозревается в убийстве сына богатого человека. Никто из адвокатов не хочет брать её дело, а сама она хочет умереть. Люди не надеются, что профессиональная этика и правосознание всё ещё работают. Молодой юрист берёт дело себе.
Адвокат-новобранец, благодаря поддержке Старого Куаня, ищет доказательства повсюду — правду, постепенно раскрывающую дело. Против Чипхана выступает отец невесты, а отношения с ней у парня постепенно ухудшаются. По воле случая Лау Вайлань замечает у Чипхана карманные часы с выгравированным на нём «светлым будущим», подарок, который женщина подарила своему сыну много лет назад. Подозреваемая также выясняет, что Чипхан — её сын, которого она отдала в приют при рождении. Тем не менее, женщина тогда не забыла про ребёнка: став танцовщицей, Вайлань анонимно заботилась о сыне и заплатила за поездку и обучение в Лондонском университете. Вайлань, беспокоясь о том, что правда может разрушить карьеру и жизнь Чипхана, отказывается от его защиты.
Чипхан не может смириться с тем, что Вайлань отказалась от его помощи. Женщина никак не объясняет свой отказ, но, выслушав Старого Куаня, она вновь становится клиенткой Чипхана. Логика адвоката чётко опровергает, указывает на противоречия в заявлениях свидетеля и приводит к выводу, что погибший был извращенцем. Юрист находит жертв сексуального насилия и психиатра для дачи показаний. Психиатр, однако, отрицает, что убитый был его пациентом. Тем не менее, одна из воспитанниц приюта Чипхана, Сиупхин, являясь медсестрой в клинике, соглашается дать показания в суде и предоставляет медицинскую карту убитого, свидетельствующую о том, что он действительно был его пациентом.
Прокурор Им Таккон вызвал в суд для дачи показаний Марию, бывшего директора приюта, чтобы та подтвердила или опровергла родство подсудимой и её адвоката (согласно британскому законодательству, между адвокатом и клиентом не должно быть родства, иначе судья имеет право отменить судебное разбирательство). Впрочем, Мария решительно отвергает родство Вайлань и Чипхана. Учитывая мнение присяжных судья выносит вердикт, что Вайлань подверглась домогательствам со стороны своего клиента и убила его при самообороне. В конце концов, Лау Чипхан так и не узнаёт, что Лау Вайлань — его родная мать.

## В ролях
| Актёр      | Роль                     |
| ---------- | ------------------------ |
| Энди Лау   | Лау Чипхан               |
| Дини Ип    | Лау Вайлань              |
| Ямми Лам   | девушка Лау Чипхана Анна |
| Лау Сиумин | Старый Куань             |
| Пол Чхёнь  | прокурор Им Таккон       |
| Джоанн Тан | медсестра Сиупхин        |

## Прокат и кассовые сборы
Гонконгский кинопрокат проходил с 26 сентября по 16 октября 1985 года и принёс «кассу» в размере 11 618 066 гонконгских долларов. 1 января 1986 года состоялась премьера на Тайване, и, завершившись 30 мая того же года, прокат принёс фильму 9 607 965 тайваньских долларов.

## Номинации
5-я Гонконгская кинопремия:
- Лучший сценарий (Ын Сиюнь)
- Лучшая женская роль (Дини Ип)